# Monieux
Monieux är en kommun i departementet Vaucluse i regionen Provence-Alpes-Côte d'Azur i sydöstra Frankrike. Kommunen ligger i kantonen Sault som tillhör arrondissementet Carpentras. År 2022 hade Monieux 268 invånare.

## Befolkningsutveckling
Antalet invånare i kommunen Monieux
| Referens: INSEE |